# Ingenjörsvetenskap

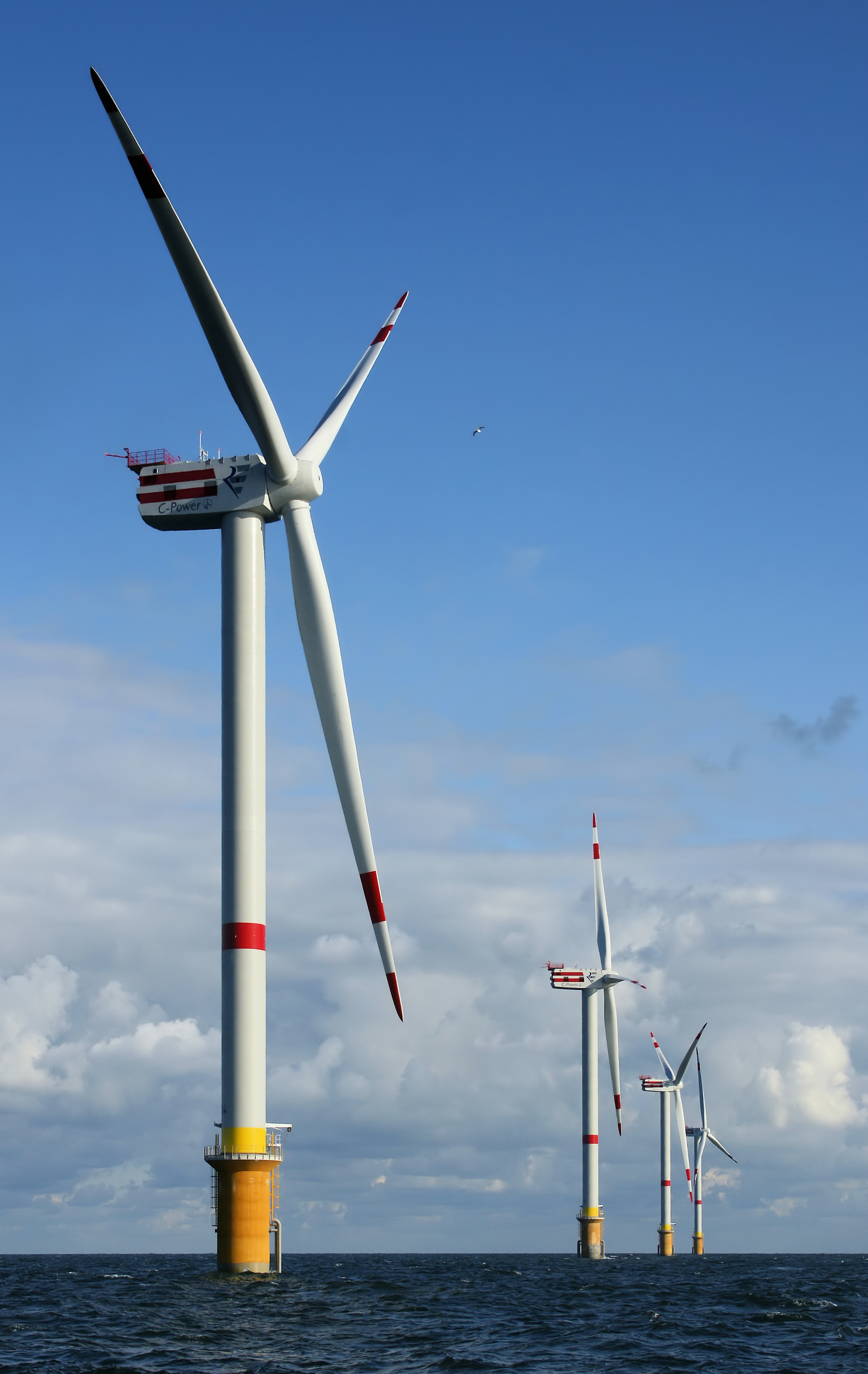
Vindkraftverk

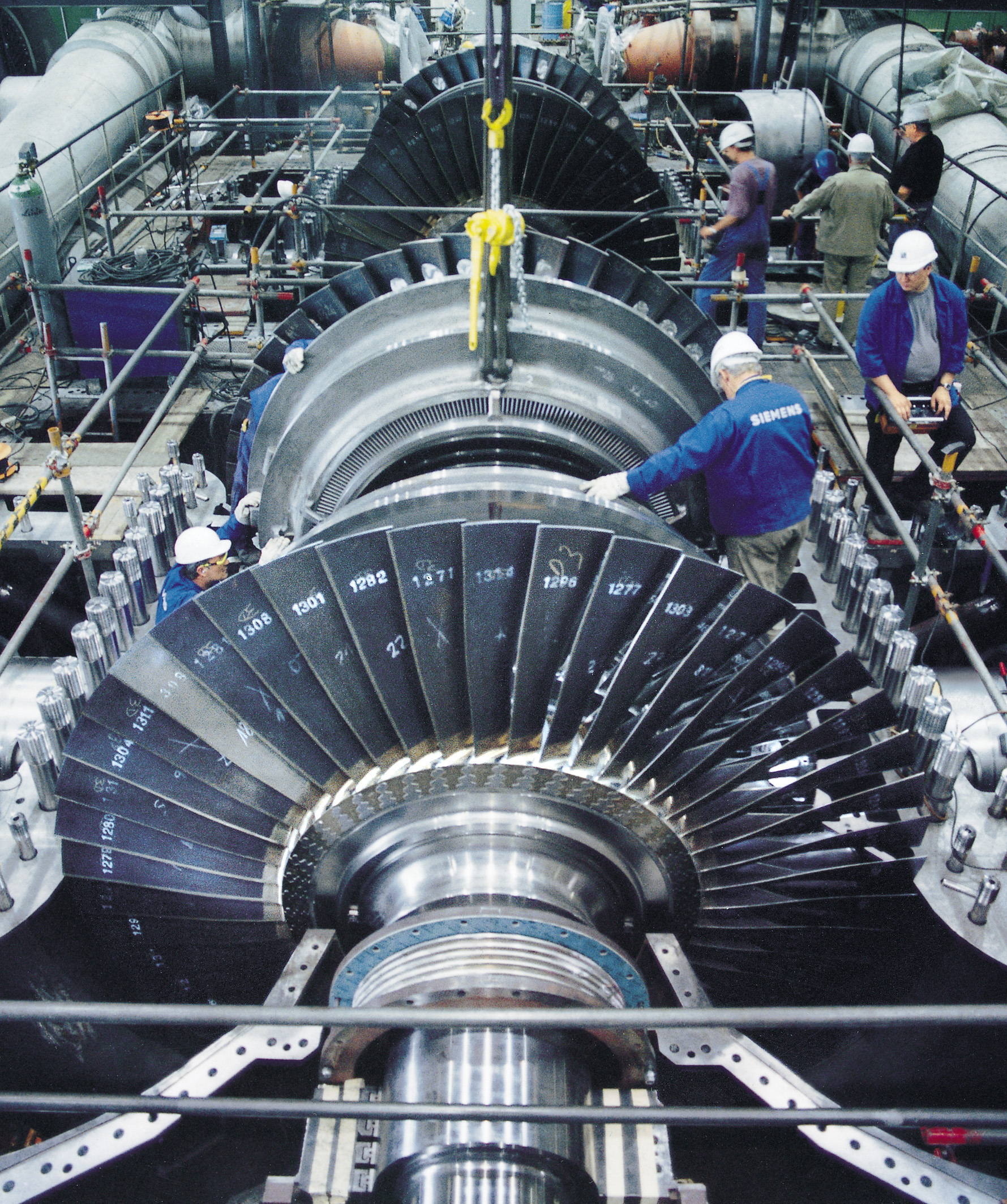
Ångturbin

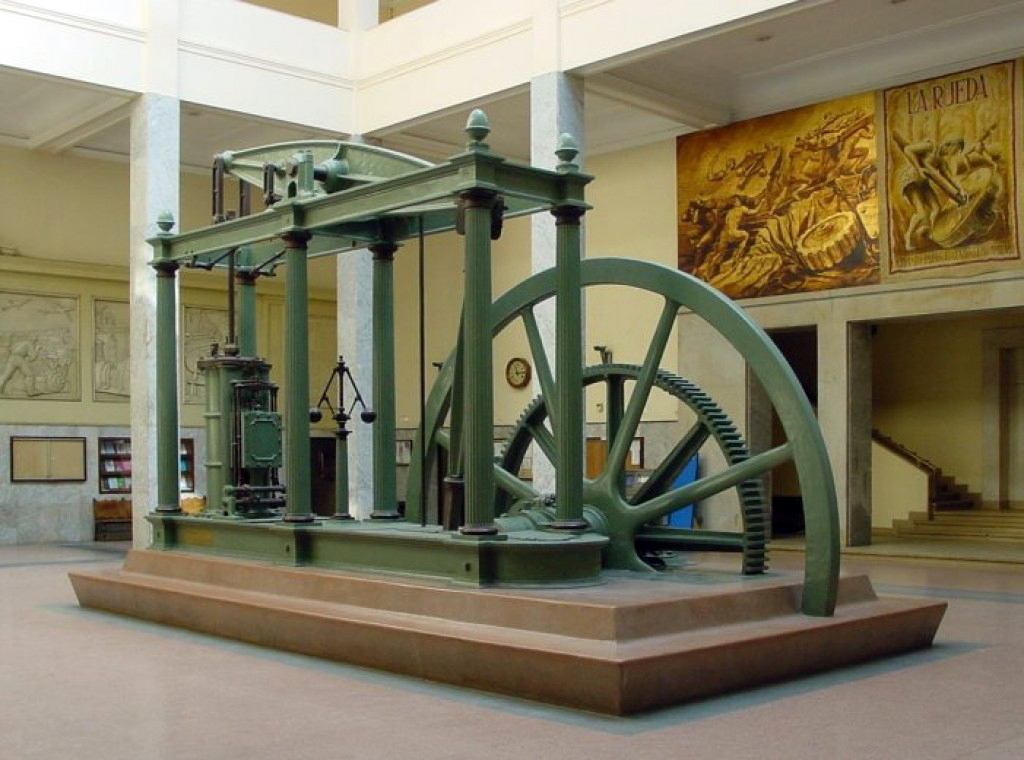
Ångmaskin

Ingenjörsvetenskap eller ingenjörskonst (engelska: engineering) är den vetenskapliga disciplin som tillämpar naturvetenskapliga och matematiska principer på design, konstruktion och analys av material, byggnationer, maskiner, system och processer för att förverkliga ett specifikt mål.

Amerikanska ingenjörsrådet för professionell utveckling, ECPD (engelska: Engineers' Council for Professional Development), senare ABET, definierar ingenjörsvetenskap som: 
| ” | den kreativa tillämpningen av vetenskapliga principer för att konstruera eller utveckla byggnader, maskiner, apparater, produktionsprocesser, eller tekniker som utnyttjar en eller flera av dessa; eller för att konstruera eller driva desamma med full kännedom om deras utformning; eller att förutsäga deras beteende under särskilda förutsättningar; allt med avseende på tänkt syfte, driftsekonomi och säkerhet för liv och egendom. | „ |
| – Originalcitat: the creative application of scientific principles to design or develop structures, machines, apparatus, or manufacturing processes, or works utilizing them singly or in combination; or to construct or operate the same with full cognizance of their design; or to forecast their behavior under specific operating conditions; all as respects an intended function, economics of operation and safety to life and property., | |   |

Den som arbetar med ingenjörsvetenskap kallas ingenjör.

## Olika ingenjörsgrenar
Ingenjörsvetenskap är en bred disciplin som ofta delas in i flera underdiscipliner. 
Dessa har historiskt sett varit:
- Flyg- och rymdteknik – Tillverkning och design av flygplan, rymdraketer och andra relaterade ämnen.
- Kemiteknik – Behandlar omformade av olika materials sammansättning och egenskaper.
- Byggteknik – Konstruktion och byggnation av till exempel infrastruktur, broar och byggnader.
- Elektroteknik – Konstruktion av elektriska system såsom transformatorer och elektronik
- Maskinteknik – Konstruktion av mekaniska system såsom förbränningsmotorer och drivlinor

På Kungliga Teknologiska Institutet, föregångaren till Kungliga Tekniska högskolan, organiserades utbildningen efter införlivandet av Bergsskolan från Falun 1869 i fyra fackskolor: 
- Maskinbyggnadskonst och mekanisk teknologi (M)
- Kemisk teknologi (K)
- Bergsvetenskap (B)
- Väg- och vattenbyggnadskonst (V)

Med en snabb utveckling av teknologi har många nya forskningsgrenar inom ingenjörsvetenskap uppstått, såsom teknisk fysik, datateknik, mjukvaruteknik, medicinsk teknik, mekatronik, medieteknik, bioteknik, och miljöteknik. Dessa nya grenar är ofta en kombination av de ursprungliga grenarna; till exempel är mekatronik en kombination av elektroteknik och maskinteknik. 
De olika grenarna överlappar dessutom varandra och har ofta en nära koppling till andra discipliner såsom fysik, kemi och matematik.

## Olika ingenjörstitlar
Det förekommer ett antal olika ingenjörstitlar i världen. De kan dels vara yrkesexamina och dels arbetstitlar. 
Ett exempel på det är att en person som arbetar som miljöingenjör kan vara utbildad till väg och vatten-ingenjör eller kemiingenjör. 

### Utbildningar
I Sverige förekommer det ett flertal olika nationella yrkesexamina inom ingenjörsområdet. Exempel på dessa är civilingenjör, högskoleingenjör, brandingenjör och gymnasieingenjör. Ett problem med dessa examina har länge varit att de inte enkelt gått att översätta till andra länders examensbenämningar. Inom ramen för den s.k. Bolognaprocessen inom EU inleddes 2007 ett arbete för att undanröja detta problem. 
Högskolans forskarutbildning inom ingenjörsvetenskapen resulterar i samma examina och titlar som i de övriga vetenskapliga disciplinerna men med specifikationen "teknologie", vilket i detta sammanhang avser teknisk vetenskap snarare än teknologi i dess bredare betydelse. Licentiatexamen benämns alltså teknologie licentiatexamen medan en doktor benämns teknologie doktor.